# Ślepowron duży
Ślepowron duży (Nycticorax duboisi) – wymarły gatunek ptaka z rodziny czaplowatych (Ardeidae). Był endemitem wyspy Reunion w archipelagu Maskarenów na Oceanie Indyjskim.

## Cechy gatunku
Gatunek znany jedynie z kilku częściowo sfosylizowanych niepełnych kości piszczelowo-strzałkowych (tibiotarsus) zebranych w Grottes des Premiers Français w północno-zachodniej części Reunionu przez Bertranda Kervazo w 1974 roku oraz opisu w opracowaniu Dubois z 1674 roku. Opisywany tam gatunek określany jest jako podobny do bąka lub dużej czapli, wielkości dużego kapłona, dodatkowo tłusty i smaczny. Prawdopodobnie był większy od innych przedstawicieli swojego rodzaju, Nycticorax, z sąsiadujących wysp, tj. Mauritiusa (ślepowron maurytyjski) i wyspy Rodrigues (ślepowron wielkogłowy). Upierzenie koloru szarego, każde pióro wykończone białymi obwódkami. Szyja i dziób podobne do innych czapli, nogi dość potężne, podobne do indyka („Poullets d'Inde”), lecz nieprzystosowane do długotrwałego biegania, o barwie zielonej.

## Zachowanie
Według opisu wynika, że ślepowron duży miał silnie zbudowane skrzydła i w przeciwieństwie do innych przedstawicieli swojego rodzaju z sąsiadujących wysp był sprawnym lotnikiem.

## Biotop
Ślepowron duży preferował słodkowodne tereny, przede wszystkim ze świeżą, wolno płynącą wodą.

## Pożywienie
Preferowanym pokarmem Nycticorax duboisi były ryby.

## Wymarcie
Szczątki Nycticorax duboisi zebrane przez Bertranda Kervazo w 1974 roku przechowywane są w Muzeum Historii Naturalnej w Paryżu. Ptak ten wymarł przypuszczalnie około 1700 roku w wyniku polowań, ze względu na smaczne mięso tych ptaków. Ostatecznie w opisach z 1705 roku brak jest wzmianek o obecności tego gatunku na wyspie. Równie prawdopodobnymi przyczynami było zajęcie ich siedlisk przez ludzi, jak również wprowadzenie obcych gatunków, przede wszystkim drapieżników. Zauważyć należy, że każda z tych przyczyn jest jedynie przypuszczeniem, ponieważ nie jest znana bezpośrednia przyczyna ich wymarcia.